# پادما شری
پادما شری (انگلیسی: Padma Shri) چهارمین جایزه بزرگ دولتی است که توسط دولت هند به اشخاص غیرنظامی اعطا می‌شود و که در سال ۱۹۵۴ تأسیس شد. این جایزه سالانه در روز جمهوری هند توسط دولت هند اعطاء می‌شود.